# IC 1083
IC 1083 је спирална галаксија у сазвјежђу Мали медвјед која се налази на листи објеката дубоког неба у Индекс каталогу.
Деклинација објекта је + 68° 24' 31" а ректасцензија 14h 55m 33,5s. Привидна величина (магнитуда) објекта IC 1083 износи 14,5 а фотографска магнитуда 15,3. IC 1083 је још познат и под ознакама MCG 12-14-14, CGCG 337-24, PGC 53362.